# House music
House music (často jen house) je styl, který se řadí do žánru taneční hudba.

## Technická podstata
Styl je založený na monotónním 4/4 taktu v rychlosti mezi 115 až 135 BPM. Základ skladby typicky vytváří bicí automat (nejčastěji Roland TR-808, Roland TR-909) se zvýrazněným basovým bubnem (slangově „kopák“, velký buben) na každé době (celá nota) v taktu. Toto zvukové schéma vytvořili DJs (zejména afrického a hispánského původu) začátkem 80. let 20. st. ve městech New York, Detroit a Chicago upravováním disco, soulových a funkových skladeb podkreslováním dynamickým a úderným zvukem typickým pro bicí automaty. Mezi zakladateli byli mj. Marshall Jefferson, Frankie Knuckles, DJ Pierre, Larry Levan aj.

## Evoluce žánru
Vlna House Music od svého vzniku během následujících dvaceti let zasáhla hudební průmysl po celé zeměkouli a dala tím vzniknout různým mutacím. Nejprve američtí DJs začali svou hudbu (resp. Garage a Acid House) hrát na Britských ostrovech, odkud se styl rychle rozšířil přes Nizozemí a Belgii i na evropský kontinent. Ve Velké Británii tak vznikly žánry jako Rave a Speed Garage, v Itálii Italo House, v Belgii New Beat a částečně i Electronic Body Music (EBM), v Německu trance a ke konci století se vlna dostala do latinskoamerických zemí, odkud se šíří Latin House.
Název House Music dostal styl podle dnes již neexistujícího chicagského klubu zvaného Warehouse. Často se uvádí, že název vznikl tak, že se hrál na domácích večírcích (House party), kde se poprvé začaly míchat vinyly a také, že se dá skladba vytvořit „doma“ a to i bez hudebníků či hudebního vzdělání. Tyto faktory způsobily masové šíření bez závislosti na drahé studiové technice a nákladů na hudební vydavatelství. Toto si samozřejmě uvědomili také producenti od velkých nahrávacích společností (tzv. major labels) a začali vykrádat komerčně nejatraktivnější nápady a tím následně ovlivnili pop kulturu jako takovou. Vývoj House Music probíhal simultánně s vývojem Techno kultury (často Techno House) a nelze tyto dvě kultury od sebe oddělit, i zvukově se často prolínají.

## Současnost
Scéna se po roce 2000 dále liberalizuje a to hlavně příchodem výkonného PC software, který často poskytuje i kvalitnější zvuk než analogové syntezátory a bicí automaty (např. firmy Roland) a to za zlomek nákladů. Rovněž rozvoj internetu a P2P sítí v praxi omezuje vliv velkých gramofonových společností na scénu House Music. Zvukový charakter je přesto stále stejný, pouze více konsolidovaný a více repetativní. Díky oproštění se od všech „ostrých“ zvuků se také začal častěji používat termín Deep House rep. Soulful House a to ve snaze odlišit tento směr od příbuzného stylu Electro. Po roce 2007 s příchodem Swedish House Mafia a Davida Guetty, house music zažívá obrovský zájem médií a později se znovu stává hlavním proudem taneční hudby. Díky větší kombinovanosti s prvky trance music, nebo RNB oslovuje nové posluchače, zároveň se ale od původní myšlenky a námětu liší natolik, že je nazýván Electro house a s původní House music už má málo společného. Vedle komerční vlny house se stále produkuje undergroundový, klasický house, který se zejména v posledních letech těší velké oblibě v tanečních klubech po celém světe se jmény jako např. Seth Troxler, Jamie Jones. Mezi největší propagátory se řadí labely Local Talk, Strictly Rhythm nebo Nervous Records. Mezi české zástupce house music patří Loutka, Tráva, Pavel Bidlo, Michael Burian, Chris Sadler, Orbith, Jack Fuller, Zetbee a další.[zdroj?]

## Úspěšní interpreti
- Avicii
- Aftershock
- Alan Walker
- Armand Van Helden
- Axwell Λ Ingrosso
- Carl Cox
- David Guetta
- DJ Sneak
- DJ Tonka
- Don Diablo
- Eddie Amador
- Hardrive
- India
- Junior Jack
- Kalisha
- Martin Garrix
- Swedish House Mafia

## Významní producenti a zakladatelé tohoto žánru
- Larry Levan
- Frankie Knuckles
- Marshall Jefferson
- Todd Terry
- Little ´Louie´ Vega
- Kenny ´Dope´ Gonzales
- Steve ´Silk´ Hurley
- Farley ´Jackmaster´ Funk
- David Morales
- Roger Sanchez
- Larry Heard (Mr.Fingers)
- Basement Boys
- Fatboy Slim
- Allen George
- Armand Van Helden

## Důležitá vydavatelství
- Strictly Rhythm
- Big Beat Records
- Fierce Angel Records
- Z Records
- Purple Music
- FFRR (Full Frequency Range Recordings)
- Defected Records
- Hed Kandi Records
- Size Records
- Axtone Records
- Refune Music
- Subliminal Records
- Pryda Recordings
- Toolroom Records
- Spinnin' Records
- Dim Mak
- Hysteria Record
- Doorn Records
- Revealed Recordings
- Defected